# Kalendarz babiloński
Kalendarz babiloński – kalendarz używany w Babilonii, oparty początkowo na obserwacji Księżyca, potem też i Słońca. Zastosowano w nim 7-dniowy tydzień, 12-godzinną dobę oraz 60-minutową godzinę.
Używany był w Babilonii w okresie Hammurabiego (XVIII/XVII wiek p.n.e.). Oprócz Babilończyków używali go także Asyryjczycy (ok. XII wieku p.n.e.) i Persowie. Podzielony był na 12 miesięcy po 30 dni. Opóźnienia w stosunku do roku słonecznego nadrabiane były dodaniem 13 miesiąca. Dodawanie miesięcy regulował tzw. Cykl Metona z Aten (cykl trwający 19 lat definiował do którego roku należy dodać miesiąc). Takie same cykle występują w kalendarzu greckim i chińskim.

## Nazwy miesięcy kalendarza babilońskiego[1]
(uwaga: nazwy miesięcy  podane zostały zgodnie z zasadami naukowej transkrypcji)
- I miesiąc (akad nisannu, sum. itibar2-zag-gar)  (marzec-kwiecień)
- II miesiąc (akad ajaru, sum. itigu4-si-sa2)  (kwiecień-maj)
- III miesiąc (akad simānu, sum. itisig4-ga)  (maj-czerwiec)
- IV miesiąc (akad Du'ūzu, sum. itišu-numun-na)  (czerwiec-lipiec)
- V miesiąc (akad abu, sum. itine-ne-gar)  (lipiec-sierpień)
- VI miesiąc (akad elūlu/ulūlu, sum. itikin-dinnin-na)  (sierpień-wrzesień)
- miesiąc dodatkowy, tzw. drugi elūlu/ulūlu (sum. itikin-dinnin-na-II-kam-ma)
- VII miesiąc (akad tašrītu, sum. itidu6-ku3)  (wrzesień-październik)
- VIII miesiąc (akad arahsamna, sum. itiapin-du8-a)  (październik-listopad)
- IX miesiąc (akad kislīmu, sum. itigan-gan-na)  (listopad-grudzień)
- X miesiąc (akad ṭebētu, sum. itiab-ba-e3)  (grudzień-styczeń)
- XI miesiąc (akad šabaṭu, sum. itiziz2-a-an)  (styczeń-luty)
- XII miesiąc (akad addaru, sum. itiše-kin-tar)  (luty-marzec)
- miesiąc dodatkowy, tzw. drugi addaru (sum. itiše-kin-tar-diri)

## Równonoc wiosenna
Jako że kalendarz babiloński był kalendarzem lunarnym, wszystkie korzystające z niego narody musiały opracować sposób na zsynchronizowanie swojego roku kalendarzowego z rokiem zwrotnikowym, aby uniknąć przesuwania się pór roku względem kalendarza. Jako stały punkt odniesienia zgodny z rokiem zwrotnikowym i tym samym z porami roku obrano dzień równonocy wiosennej.
Dzień babiloński liczony był od zachodu do zachodu słońca, gdyż to właśnie o zachodzie słońca Babilończycy wypatrywali nisko nad horyzontem cienkiego sierpa nowego księżyca, który oznaczał początek nowego miesiąca. Tym samym pierwszy dzień miesiąca Nisan (pierwszego miesiąca babilońskiego roku kalendarzowego) był ogłaszany o zachodzie w dniu równonocy wiosennej lub później. Jeżeli jednak nowy księżyc zauważono o zachodzie przed równonocą wiosenną wówczas nie ogłaszano nowego roku, lecz dodawano trzynasty miesiąc noszący nazwę ostatniego miesiąca roku kalendarzowego, tzw. drugi Adar. Potwierdzają to już najwcześniejsze obserwacje astronomiczne odnotowane przez Babilończyków, które udało się jednoznacznie zidentyfikować, jak np. słynna tabliczka VAT 4956, według której 1 Nisan w roku 568 p.n.e. rozpoczął się 22 kwietnia, czyli 26 lub 27 dni po równonocy wiosennej (wówczas 26/27 marca), zaś 24 marca (2 lub 3 dni przed równonocą wiosenną) ogłoszono drugi Adar.